# エドモンド・リョン
エドモンド・リョン（梁漢文、Edmond Leung、1971年11月5日 -）は、香港の歌手、俳優。籍貫は広東台山。ゴールド・レベル・エンターテインメント→ゴールド・タイフーン・エンターテインメント所属（過去にはキャピタル・アーティスト所属）。

## 音楽作品

### アルバム
- 細聽鋒芒（1990年）
- 想著你等著你（1991年）
- 糊塗感情（1991年）
- 不願一個人（1994年）
- 壹精選（1994年）
- 抱著你感覺真好（1995年）
- 移情別戀（1995年）
- 呼吸（1996年）
- 偸吻（1997年）
- 好朋友（1997年）
- 貪新戀舊十七首（1998年）
- 星火（1998年）
- 梁漢文為你唱歌十七首（1998年）
- 隨時行樂（1999年）
- 太太!太太!（1999年）
- 蝴蝶來過這世界（2000年）
- PG家長指引（2000年）
- Music Is The Answer（2001年）
- 10号（2003年）
- 03/四季（2004年）
- Effort & Love（2004年）
- The Story of June（2006年）
- 梁漢文集（新曲 + 精選）（2007年）
- Love and Peace（2009年）
- #20（2011年）
- E.d.M.O.N.D（2013年）
- 聽后感（2014年）
- 一路走來（2015年）

### 参加アルバム
- 2007年：『Love07情歌集 樂壇獎門人』

### 合唱曲
- 火熱動感LaLaLa
- 愛情傻戀LaLaLa
- 恋愛Party、欲言又止（ステファニー・チェーと共に合唱）
- 想念你的一切（ココ・リーと共に合唱）
- 大激想（ミリアム・ヨン、イーソン・チャンと共に合唱）
- 不一樣的夏
- 拔河 （イーソン・チャンと共に合唱）
- 七友合唱版
- 火紅火熱（ミリアム・ヨン、ロナルド・チェン、デニス・ホーと共に合唱）
- 男子組
- 滾（ミリアム・ヨンと共に合唱）
- 天使愛（喱民と共に合唱）
- 天跌下來（ロナルド・チェンと共に合唱）

### テレビドラマソング
- 1995年：為明日爭氣（『刑事偵緝檔案II』テーマソング）
- 1995年：愛與情（『刑事偵緝檔案II』挿入歌）
- 1997年：難得情真（『刑事偵緝檔案III』テーマソング）
- 1997年：忘得了・忘不了（『刑事偵緝檔案III』挿入歌）
- 1997年：留痕（『鑑證實錄』テーマソング）
- 1997年：透明（『隱形怪傑』テーマソング）
- 1999年：萬里陽光（『刑事偵緝檔案IV』テーマソング）
- 1999年：宇宙無限（『刑事偵緝檔案IV』挿入歌）（ルイス・クーと共に合唱）
- 1999年：追究（『鑑證實錄II』テーマソング）
- 2000年：我的命運（『廟街·媽·兄弟』挿入歌）
- 2001年：愚樂一週（『娯楽反斗星』テーマソング）
- 2006年：美女廚房（『ビューティフル・クッキング』テーマソング）
- 2008年：遺留（『法證先鋒II』テーマソング）
- 2009年：美女廚房（『ビューティフル・クッキング』テーマソング）

### コンサート
- Edmond 99 K Live（香港コロシアム）
- 2006 我愛廚房コンサート（香港コロシアム）
- 2008 HKPO ロナルド・チェン＆エドモンド・リョン コンサート（香港コロシアム）

### 舞台
- 十九樓半的夏天（2001年9月）
- 大衛営
- お早う！マンハッタン（原題：早安啊！曼克頓）（2003年8月19日-22日）

## 出演作品

### テレビドラマ(TVB)
- 1997年：『隱形怪傑』（TVB）
- 2000年：『廟街・媽・兄弟』（TVB） - 王文迪 役
- 2002年：『西遊記』（TVB） - 唐三藏 役
- 2003年：『當四葉草碰上剣尖時』（TVB） - 趙吹雪（剣Sir） 役
- 2007年：『廉政行動2007之沙丘城堡』（TVB） - 黎志傑 役
- 2008年：『盛裝舞步愛作戦』（TVB） - 馬伕 役
- 2008年：『幸福的味道』（RTHK）

### バラエティ番組
- 2006年：ビューティフル・クッキング（TVB）
- Sunday新地帯（TVB）
- 小大整蠱
- 娯楽北斗星（TVB）

### ラジオ番組
- 巴治奧
- 夢
- 宇宙特擊隊2
- 假如這不是傳說
- 變天
- 不要不說
- 龍虎大戰
- ICQ殺手遇害

### 映画
- ボクらはいつも恋してる! 金枝玉葉2
- 戦狼伝説
- 正牌香蕉俱樂部
- 運財至叻星
- 金田一手稿之奇異檔案（1996年）
- 旺角風雲（1996年）
- 假男假女（1996年）
- ドラゴン危機一発'97（原題：戰狼傳說）（1997年）
- 蘭桂坊七公主（1997年）
- 我有我瘋狂（1997年）
- 戇豆豆追女仔（1998年）
- 對不起，隊林你（1998年）
- 烈火青春（1998年）
- 異邦人たち（1999年）
- 藍煙火（2000年）
- 飄忽男女（2002年）
- 夏日冬蔭功（2002年）
- 心跳（2002年）
- 陰陽路十五之客似魂來（2002年）
- 横財就手（2002年）
- 新收數王之貴利王（2003年）
- 魅醒時份（2003年）
- 超級特警（2003年）
- 現代古惑仔（2003年）
- I級暗殺令（2003年）
- 午夜出租（2003年）
- 鬼味人間II : 鬼屋幻影（2003年）
- 旺角風雲（2003年）
- 我愛一碌葛（2003年）
- 甜絲絲（2004年） - Kenny 役
- 噩夢
- 全力スマッシュ（原題：全力扣殺）(2015) - 2015年第10回大阪アジアン映画祭で上映

### 映画 (声優)
- アイス・エイジ（2002年）
- レミーのおいしいレストラン（2007年）

### CM
- バドワイザー
- アディダス
- コカ・コーラ
- 加州紅サッカーフィーバー